# Haifský záliv

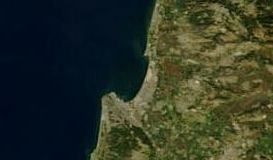
Satelitní snímek Haifského zálivu

Haifský záliv (hebrejsky: מפרץ חיפה, Mifrac Chejfa) je malý záliv na pobřeží Středozemního moře v severním Izraeli. Do zálivu se vlévá řeka Kišon a při jeho okrajích se nachází města Haifa a Akko, mezi nimiž se rozkládá konurbace Krajot, jež je lemována písečnými dunami. Jižně od zálivu se nachází pohoří Karmel a severně se nachází hory západní Galileje.
Haifský záliv je jediným izraelským přírodním přístavem, ačkoliv Izrael má umělé přístavy v Ašdodu a Ejlatu.

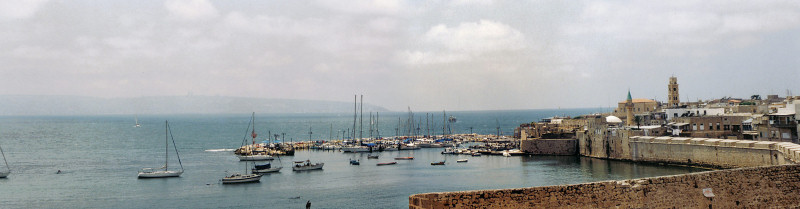
Přístav v Akku a pohled na Haifský záliv

Haifský záliv je domovem rušné průmyslové zóny, mnoha pobřežních ropných rafinérií a chemických továren, včetně Haifské rafinérie. Tyto průmyslové závody způsobily značné znečištění zálivu a jsou často obviňovány za zvýšenou míru onemocnění v okolních obcích. Značně znečištěná je i řeka Kišon. Ikonou města se staly velké, 76 metrů vysoké věže společnosti Bazan.